# ATP Challenger Lincoln
Das ATP Challenger Lincoln (offiziell: Lincoln  Challenger) war ein Tennisturnier, das 1978 und 1979 in Lincoln, Nebraska, stattfand. Es gehörte zur ATP Challenger Tour und wurde im Freien auf Hartplatz gespielt. John Sadri ist mit je einem Titeln in beiden Konkurrenzen einziger mehrfacher Sieger des Turniers.
2024 kehrte das Turnier in den Kalender zurück und wird erneut im Freien auf Hartplatz gespielt.

## Liste der Sieger

### Einzel
| Jahr                         | Sieger         | Finalgegner   | Ergebnis |
| ---------------------------- | -------------- | ------------- | -------- |
| 2024                         | Jacob Fearnley | Coleman Wong  | 6:4, 6:2 |
| 1980–2023: nicht ausgetragen |                |               |          |
| 1979                         | Matt Mitchell  | Peter Rennert | 6:4, 6:2 |
| 1978                         | John Sadri     | Kevin Curren  | 6:3, 6:2 |

### Doppel
| Jahr                         | Sieger                      | Finalgegner                | Ergebnis      |
| ---------------------------- | --------------------------- | -------------------------- | ------------- |
| 2024                         | Robert Cash JJ Tracy        | Ariel Behar Luke Johnson   | 7:66, 6:3     |
| 1980–2023: nicht ausgetragen |                             |                            |               |
| 1979                         | Joel Bailey Bruce Kleege    | Richard Meyer Horace Reid  | 0:6, 6:4, 6:4 |
| 1978                         | Keith Richardson John Sadri | Steve Denton Peter Rennert | 4:6, 6:3, 7:5 |